# Ướp (ẩm thực)

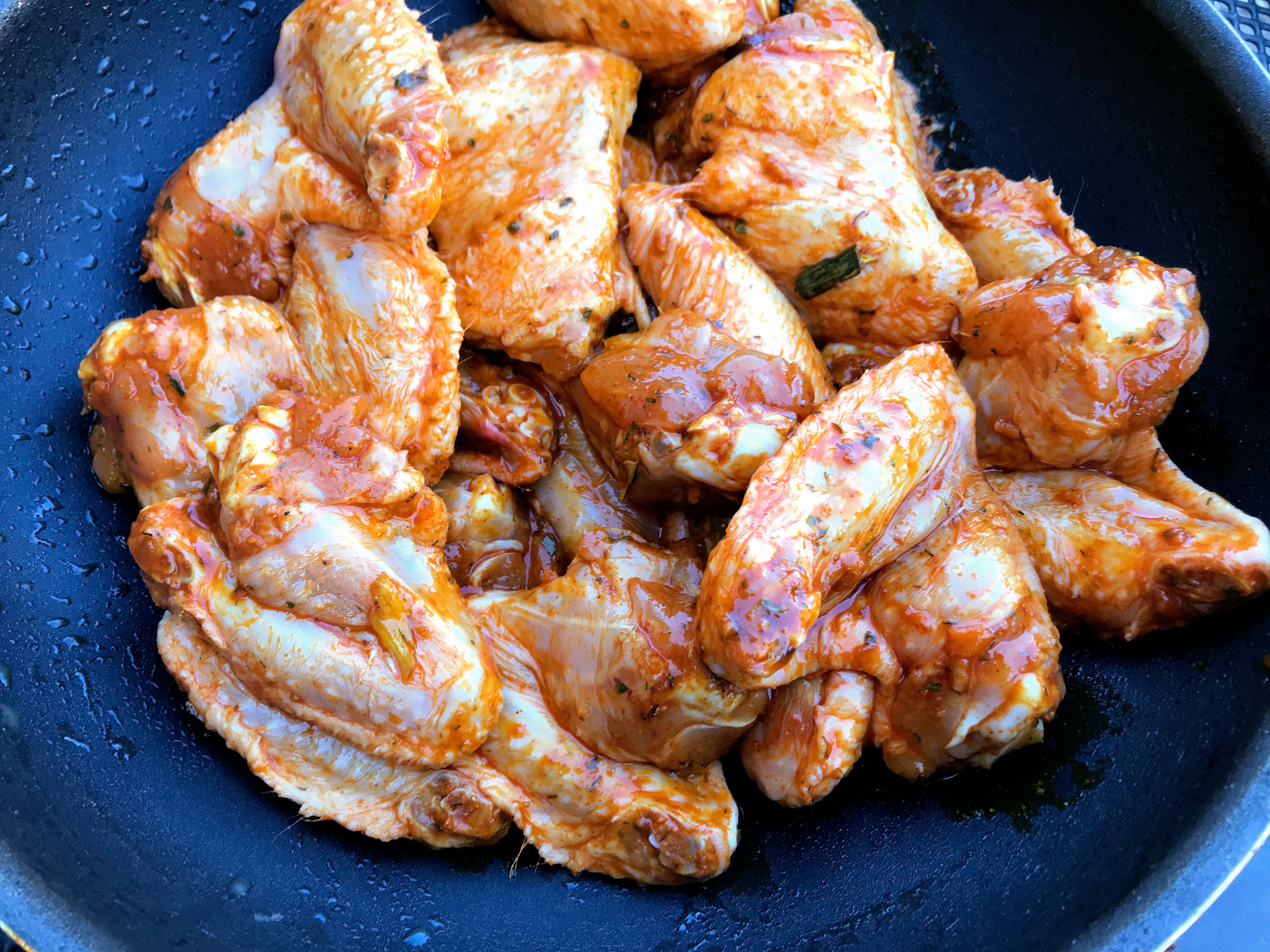
Gà được tẩm ướp

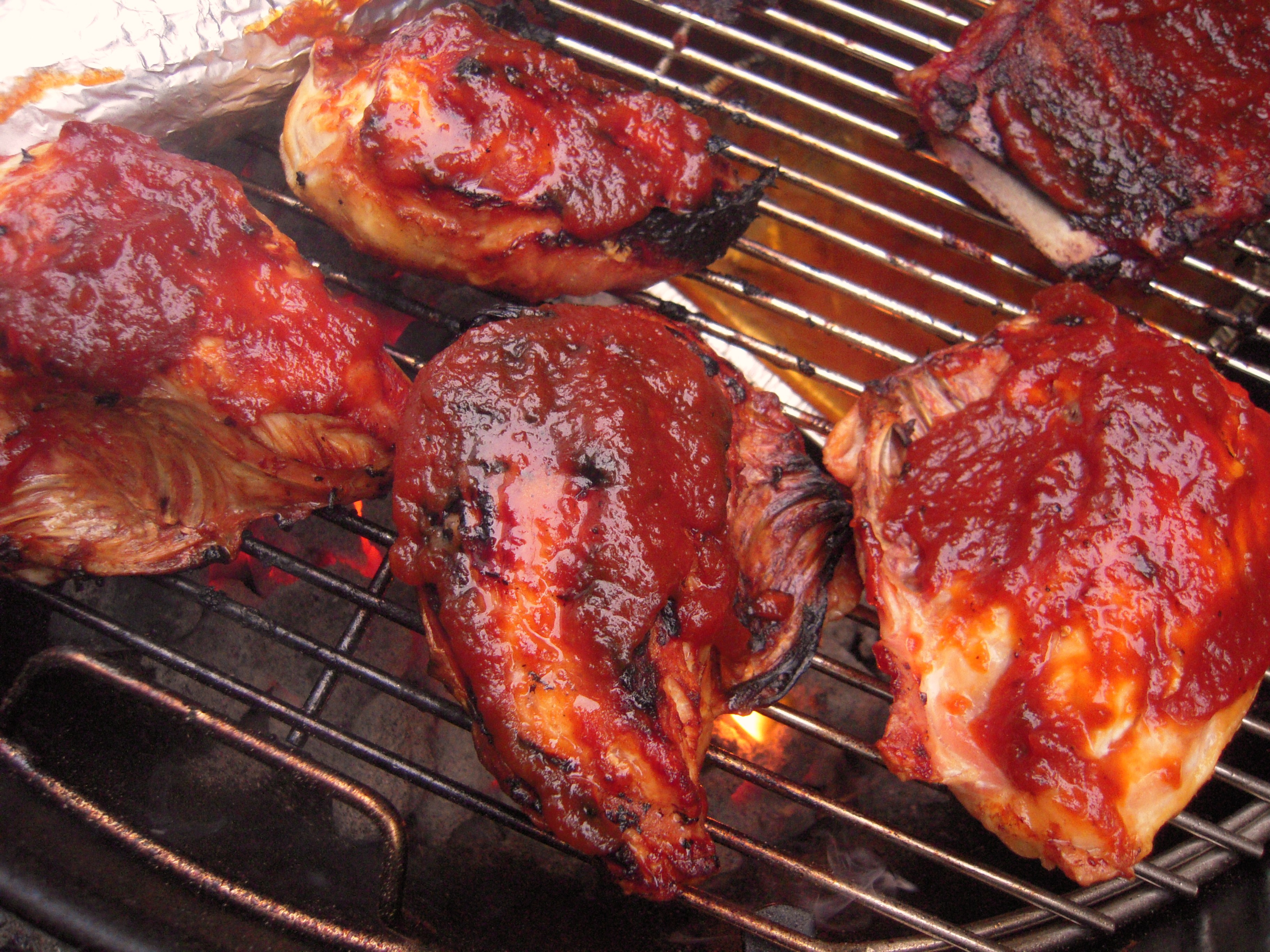
Gà nướng tẩm ướp

Ướp là quá trình ngâm thực phẩm trong gia vị — thường mang tính axit và lỏng — trước khi nấu. Nguồn gốc của từ này ám chỉ đến việc sử dụng nước muối cô đặc trong quá trình ngâm chua, dẫn đến kỹ thuật thêm hương vị bằng cách ngâm trong chất lỏng. Chất lỏng được đề cập ở đây, chẳng hạn như nước ướp, có thể mang tính axit (được làm bằng các thành phần như giấm, nước chanh hoặc rượu), enzym (đến từ các nguyên liệu như dứa, đu đủ hoặc gừng) hoặc có độ pH trung tính. Ngoài các thành phần này, nước ướp thường chứa các loại dầu, thảo mộc và gia vị để gia tăng thêm hương vị cho món ăn.
Kỹ thuật ướp thường được sử dụng với mục đích tạo hương vị cho thực phẩm và làm các miếng thịt dai trở nên mềm hơn. Quá trình này có thể kéo dài từ vài giây đến vài ngày. Kỹ thuật ướp có thể khác nhau tùy theo món ăn. Ví dụ, trong ẩm thực Ấn Độ, nước ướp thường được chế biến chung với hỗn hợp các loại gia vị.
Ướp tương tự như ngâm nước muối, ngoại trừ việc ngâm nước muối thường không đòi hỏi một lượng axit đáng kể. Quá trình này cũng mang nét tuơng đồng với ngâm chua, tuy nhiên việc ngâm chua thường được thực hiện trong thời gian dài hơn (chủ yếu là để bảo quản thực phẩm),, trong khi ướp thường chỉ được thực hiện trong từ vài giờ đến một ngày.

## Sự phá hủy mô

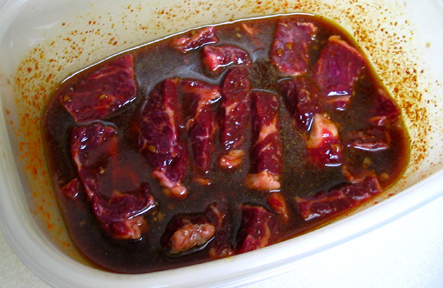
Thịt bò ngâm nước ướp

Trong miếng thịt, axit làm cho mô bị phá vỡ, qua đó tạo điều kiện cho thịt hấp thụ nhiều độ ẩm hơn và cuối cùng làm cho thịt mọng nước. Tuy nhiên, lượng axit quá nhiều có thể ảnh hưởng đến thành phẩm. Nước ướp ngon cần có sự cân bằng giữa axit, dầu và gia vị. Nếu thịt ướp sống bị đông lạnh, thì lớp bên ngoài của nước ướp có thể bị phá vỡ và trở nên nhão.
Kỹ thuật này thường bị nhầm lẫn với ngâm, là một kiểu chế biến thực phẩm tương tự.

## An toàn khi ướp
Thịt lợn, hải sản, thịt bò và gia cầm sống có thể chứa vi khuẩn gây hại làm cho nước ướp bị nhiễm khuẩn. Nên ướp thịt trong tủ lạnh để ức chế khả năng phát triển của vi khuẩn. Nước ướp đã qua sử dụng không nên chế biến thành nước sốt, trừ khi được đảm bảo an toàn bằng cách đun sôi trực tiếp trước khi sử dụng; nếu không, nên sử dụng nước ướp tươi hoặc nước ướp để riêng chưa chạm vào thịt. Loại hộp dùng để ướp nên là thủy tinh hoặc nhựa đựng thực phẩm an toàn. Kim loại, kể cả men gốm có thể chứa chì, thường phản ứng với axit trong nước ướp và do đó nên tránh sử dụng loại này.

## Nguy cơ gây ung thư
Nấu chín protein ở nhiệt độ cao có thể dẫn đến sự hình thành các amin dị vòng (HCA). Theo Viện Nghiên cứu Ung thư Quốc gia, những chất này làm tăng tỉ lệ mắc bệnh ung thư. Ướp protein có thể làm giảm nguy cơ này đến 95%, bằng cách tạo ra rào cản khi nấu nướng ở nhiệt độ cao. Thời gian ướp cần thiết để giảm sự hình thành HCA có thể mất ít nhất 20 phút.